# José María Quijano Wallis
José María Quijano Wallis (Popayán, 20 de julio de 1847-Bogotá, 24 de marzo de 1922) fue un abogado, diplomático, escritor, historiador, humanista y político colombiano, miembro del Partido Liberal Colombiano.
Ocupó el cargo de ministro de Relaciones Exteriores de Colombia, durante la presidencia de José Eusebio Otálora.

## Estudios y carrera profesional
José María nació en Popayán, el 20 de julio de 1847, en un hogar acomodado de la ciudad, lo que le permitió recibir una educación de calidad.
Terminados sus estudios en la Universidad del Cauca pasó de regidor de Popayán de 1865 a 1867 a la Legislatura del Cauca, y sucesivamente fue secretario del Gobierno del mismo Estado en 1867, rector del Colegio de Popayán, hoy Universidad del Cauca, y profesor de varias clases en 1869. Diputado a la Cámara de Representantes de Colombia en 1870 y 71, y senador en 1872. De vuelta de un viaje a Europa fue Secretario del Gobernador del Cauca y en 1875 Director de Instrucción Pública en ese Estado. Nuevamente Diputado en 1876, tuvo a su cargo la cartera del Tesoro y Crédito Nación,.
Enviado extraordinario y ministro plenipotenciario de Colombia ante su majestad el rey de Italia; ministro de estado, senador y presidente de la Cámara de Diputados; diplomático en Inglaterra, Francia y Suiza; miembro de número de la Real Academia de Jurisprudencia y Legislación, la Academia Colombiana de Jurisprudencia y la Academia Colombiana de Historia.
En 1878 recibió el nombramiento de Encargado de Negocios y Cónsul General de Colombia en el Reino de Italia, ante su Majestad el Rey Humberto I de Italia, en donde permaneció hasta 1881. Durante el tiempo de su permanencia en Europa adelantó viajes y estudios y fue nombrado comendador de la Orden de los Santos Mauricio y Lázaro.
En 1913 presidió la Academia Colombiana de Jurisprudencia.

## Familia
José María pertenecía a las familias de la élite caucana.
Sus padres fueron Manuel de Jesús Quijano y Ordóñez de Lara, ciudadano ecuatoriano, y Rafaela Wallis Caldas. Su madre era hija del médico inglés George Wallis, y de Baltasara Caldas Tenorio, hermana menor del científico y político Francisco José de Caldas y Tenorio.

### Matrimonio y descendencia
Quijano contrajo matrimonio con Felisa Manrique y Barberi Holguín, sobrina nieta de Vicente Holguín Sánchez, el padre de los políticos conservadores Carlos y Jorge Holguín Mallarino; y cuñado del también conservador Manuel María Mallarino, todos ellos expresidentes de Colombia.
Con Felisa Manrique, José María tuvo a sus hijos Guillermo (muerto a edad temprana), Rosa y Cecilia Quijano Manrique.  
Su hija mayor, Rosa Quijano, contrajo matrimonio con Silvio Cárdenas Mosquera, hijo del militar caucano Jeremías Cárdenas Silva y de Clelia Mosquera Luque, hija extramatrimonial del expresidente Tomás Cipriano de Mosquera con su amante Paula Luque. A su vez Rosa Quijano era cuñada de Elvira Cárdenas Mosquera, quien se casó en segundas nupcias con el político conservador José Vicente Concha Ferreira, también expresidente de Colombia.

### Amistades
José fue adoptado como discípulo por el longevo político caucano y expresidente Froilán Largacha Hurtado, de quien fue secretario privado y quien lo relacionó con Tomás Cipriano de Mosquera (quien era el abuelo del que sería su yerno años después). También estuvo relacionado con el sobrino de Largacha, el expresidente Julián Trujillo Largacha. Las buenas relaciones cultivadas por Quijano le permitieron ascender políticamente años después. Fue uno de los fundadores del Jockey Club junto a Ricardo Portocarrero.

## Obras
- Memorias autobiográficas, histórico-políticas y de carácter social (1892), en sus 40 capítulos, contiene detalles y hechos desconocidos en su tiempo sobre la historia del país, sus personajes importantes, actuaciones y anécdotas de algunos ilustres de la patria tales como Julio Arboleda Pombo, José María Obando, Santiago Pérez Manosalva, Manuel Murillo Toro, Froilán Largacha, José María Samper etc.[7] Relación de las diferentes guerras internas del país en los años en que fue actor o espectador.[8]
- Estudios, discursos y escritos varios (1908) por José María Quijano Wallis y Carlos Arturo Torres.
- Informes de las Comisiones de la Cámara de Representantes de Colombia sobre la solicitud del gran General Mosquera (1923) por José María Quijano Wallis, Jorge Isaacs y Manuel Urueta.[9]
- Tres discursos en los festejos del Centenario (1910) por José María Quijano Wallis.[10]